# Paulino José Soares de Sousa
Paulino José Soares de Sousa, Visconde de Uruguai com honras de grandeza, (Paris, 4 de outubro de 1807 — Rio de Janeiro, 15 de julho de 1866) foi um magistrado e político brasileiro nascido na França. Não confundir com seu filho homônimo, Paulino de Sousa, que também seguiu a carreira politica, sendo conhecido como Conselheiro Paulino.

## Vida
De pai brasileiro, fez os primeiros estudos no Maranhão e cursou até o quarto ano de Direito em Coimbra. Preso em Portugal por motivos políticos, ao sair da cadeia retornou ao Brasil e concluiu seu curso em 1831, na Faculdade de Direito de São Paulo. Iniciou a vida pública na magistratura, sendo juiz de fora na cidade de São Paulo e, depois, ouvidor da comarca. Chegou a desembargador da relação da Corte, em 1852, aposentando-se como ministro do Supremo Tribunal de Justiça, em 1857.
Em 1836 fora eleito deputado pelo Rio de Janeiro, sendo no mesmo ano nomeado presidente da província. Em maio de 1840 recebeu a pasta da Justiça, caindo com o ministério um mês depois, por força da proclamação da maioridade de D. Pedro II. No ano seguinte, retornou à pasta da Justiça, na qual permaneceu até 1843. No cargo, promoveu a reforma do Código do Processo Criminal e enfrentou a revolta dos liberais em São Paulo e Minas Gerais. Foi ministro dos Negócios Estrangeiros de 1843 a 1844 e de 1849 a 1853 (ver gabinetes Olinda de 1848 e Monte Alegre e Itaboraí de 1852), tendo tratado da extinção do tráfico de escravos e da guerra contra Oribe e Rosas, também conhecida como guerra do Prata.
Foi senador do Império em 1849, na bancada do Partido Conservador e conselheiro de Estado em 1853. Recebeu o título de visconde de Uruguai no ano seguinte, acrescido com as honras de grandeza.
Teve participação fundamental nas negociações e decisões para o fim do tráfico de escravos no país. Com os ingleses, defendeu tenazmente a soberania do Brasil contra os apresamentos de navios envolvidos no "infame comércio" e as incursões em águas territoriais, praias e enseadas brasileiras penetradas pela frota britânica. Assim como a ampla maioria da elite imperial, o Visconde rejeitava o ponto de vista britânico segundo o qual o Bill Aberdeen justificaria essas ações unilaterais.
Com a classe proprietária nacional, Uruguai defendeu a inevitabilidade do fim do tráfico (embora não da escravidão e do tráfico intrarregional no Brasil), citando a torrente irresistível da ação inglesa. Após um pico de repressão unilateral inglesa na primeira metade de 1850, o Conselho de Ministros fez aprovar a dita Lei Eusébio de Queirós, cuja implementação firme pelo Império pôs fim a esta que foi a mais candente questão diplomática do país no século XIX. Fatos como a troca de tiros entre a fortaleza de Paranaguá e navios ingleses naquele ano levaram o Brasil a uma situação muito próxima da guerra com a grande potência de época, o que elevou a níveis inéditos a dramaticidade da gestão Uruguai no então Ministério dos Negócios Estrangeiros.
Em 1855 foi enviado a Paris para tratar da questão do Oiapoque e de problemas de limites do Brasil com a Guiana Francesa.
É ainda hoje considerado um dos maiores juristas brasileiros, especialmente na área do Direito Público e Constitucional. Publicou diversos trabalhos parlamentares e jurídicos, entre os quais Ensaio sobre o Direito Administrativo (1862) e Estudos Práticos sobre a Administração das Províncias no Brasil (1865).
Como relator da Seção dos Negócios Estrangeiros no Conselho de Estado, foi responsável por importante parecer, datado de 17 de janeiro de 1854 e apresentado em reunião do Conselho realizada em 01 de abril daquele ano, sobre a navegação no rio Amazonas. Nesse trabalho, um dos mais interessantes produzidos durante o Império sobre a questão, Paulino estuda as doutrinas dos escritores de Direito das Gentes, sobre a navegação dos rios; faz o histórico da questão e de outros casos semelhantes, como o do Mississipi e do São Lourenço; refere-se à política que, em 1851, pretendera estabelecer com as missões Duarte da Ponte Ribeiro e Miguel Maria Lisboa, e aponta os motivos que levaram sempre as principais potências a decidir questões como a do Amazonas, de acordo com os seus interesses, num parágrafo com o título seguinte: “Contradições. Diverso modo de proceder na mesma questão”. Importante observar que, naquele momento, o Brasil estava isolado, tendo contra si na questão os Estados ribeirinhos amazônicos — Peru, Colômbia, Equador, Venezuela e Bolívia —, os Estados Unidos e potências europeias como Inglaterra e França.
Foi notável a sua participação no grande debate sobre alternativas de organização política e administrativa o Estado brasileiro - federalismo ou centralização. Nesse debate, colocavam-se os modelos federalistas dos Estados Unidos e da América hispânica em contraposição ao modelo centralizador francês. Ao contrário dos liberais, dentre os quais se destacava Tavares Bastos, o visconde do Uruguai não acreditava que  a sociedade civil brasileira estivesse preparada para um  federalismo do tipo norte-americano e considerava anárquico o federalismo da América hispânica. Para ele, a experiência brasileira de descentralização do poder político realizada no século XIX resultara no "mandonismo sem peias dos proprietários locais e total abuso de poder sem qualquer controle." Defendia, portanto, o modelo francês, centralizado, como a melhor alternativa para Brasil.